# خورخي فيديغال
خورخي فيديغال (بالبرتغالية: Jorge Filipe Vidigal‏) هو لاعب كرة قدم برتغالي في مركز الدفاع، ولد في 29 يناير 1978 في الواس في البرتغال. شارك مع منتخب أنغولا لكرة القدم. أما مع النوادي، فقد لعب مع إشتوريل برايا وسبورتينغ لشبونة ب وسبورتينغ لشبونة ونادي أولهانينسي ونادي أونياو دا ماديرا ونادي بيرا مار ونادي كايالا الترفيهي.

## وصلات خارجية
- خورخي فيديغال على موقع قاعدة بيانات كرة القدم.إي يو (الإنجليزية)
- خورخي فيديغال على موقع ناشيونال فوتبول تيمز (الإنجليزية)